# Pinnixa leptosynaptae
Pinnixa leptosynaptae är en kräftdjursart som beskrevs av Ed F. Wass 1968. Pinnixa leptosynaptae ingår i släktet Pinnixa och familjen Pinnotheridae. Inga underarter finns listade i Catalogue of Life.